# Bodhi
Bodhi (बोधि) es un término en pali y sánscrito, que tradicionalmente se traduce como ‘iluminación’.

La rueda del dharma.

La palabra budeidad hace referencia a aquel que ha conseguido el bodhi. Bodhi se traduce más literalmente como despertar.
Aunque su uso más común es en el contexto del budismo, bodhi también es un término técnico con varios usos en otras religiones indias.
Bodhi es un nombre abstracto que proviene de la raíz verbal budh (despertar, estar alerta, saber, enterarse, comprender), correspondiente a los verbos bujjhati (en idioma pali) y bodhati o budhiate (en sánscrito).
En el budismo primigenio, bodhi era sinónimo del concepto de nirvana, utilizando sólo algunas metáforas diferentes para describir la experiencia que implicaba la extinción de raga (codicia), dosa (odio) y moha (engaño).
En la escuela mahāyāna, sin embargo, el estatus de nirvana se devalúa en algunas escrituras, llegando a referirse solamente a la extinción de la codicia y el odio, lo que implica que el engaño está presente en aquel que llega al nirvana y es necesario obtener boddhi para erradicarlo.
Por tanto, de acuerdo con el budismo Mahāyāna, el bodhisattva es aquella persona que ha obtenido sólo nirvana, aunque todavía está sujeto al engaño, mientras que el arhat, no solo alcanza el nirvana sino también la total liberación del engaño; así obtiene la iluminación y llega a ser un buda. En el budismo Theravada, bodhi y nirvana tienen el mismo significado, el de estar libre de la codicia, el odio y el engaño. Esto se puede corroborar en el Nirvana Sutra.